# Emma von Lesum

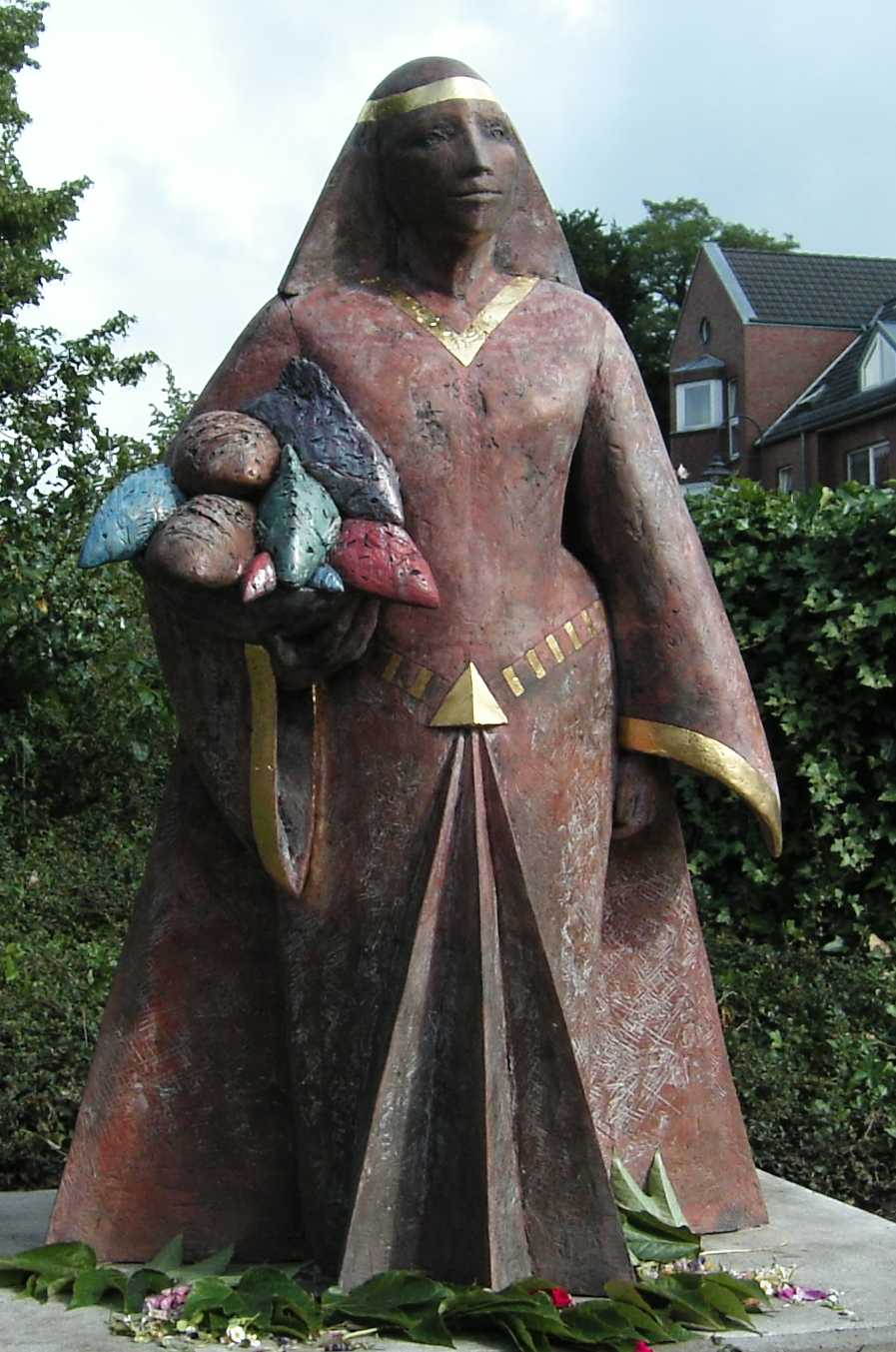
Emma von Lesum

Gräfin Emma von Lesum, auch Imma von Stiepel (* um 975/980; † 3. Dezember 1038 in Lesum), Tochter der Adela von Hamaland, war einer weit verbreiteten Legende nach die Stifterin des Bürgerparks, die nach ihrem Tod als Heilige verehrt wurde. Sie war die erste namentlich nachweisbare Bremerin.

## Herkunft und Familie
Emma, der Name bedeutet im Althochdeutschen „die Erhabene“, stammt nach bisher überwiegender Meinung aus dem sächsischen Adelsgeschlecht der Immedinger. Da sie nach dem Zeugnis Adams von Bremen eine Schwester des Bischofs Meinwerk von Paderborn war, nimmt man als ihren Vater den Grafen Immed aus der Diözese Utrecht an. Paul Derks machte 1998 darauf aufmerksam, dass in der Urfassung Adams um 1070 der Hinweis auf die Verwandtschaft zu Bischof Meinwerk noch nicht enthalten war, sondern es sich dabei um einen Einschub aus dem 13. Jahrhundert handelt. Er hält die Herkunft der Emma daher für nicht mehr aufklärbar. Bemerkenswert ist weiterhin, dass Emma in der Lebensgeschichte ihres angeblichen Bruders, der Vita Meinwerci, zwar erwähnt wird, jedoch nicht als Schwester Meinwerks. Als Schwestern Meinwerks kennt die Vita Meinwerci nur Glismod und Adela.
Sie heiratete Liudger, einen Sohn des sächsischen Markgrafen Hermann Billung und Bruder Herzog Bernhards I. von Sachsen. König Otto III. schenkte Liudger 1001 den befestigten Wirtschaftshof Stipenlo, das heutige Stiepel. Die Schenkungsurkunde ist nicht überliefert. Die einzige Abschrift aus einem Bremer Kopialbuch aus dem 13. Jahrhundert verbrannte 1943 bei einem Bombenangriff auf Hannover. Als widerlegt gilt die Annahme, Emma habe 1008 die heutige Stiepeler Dorfkirche zu Ehren der Heiligen Maria bauen lassen. Denn die darüber ausgestellte Urkunde von 1008 ist eine Fälschung.
Teilweise wird vermutet, dass Bischof Imad von Paderborn ein Sohn Emmas und des Grafen Liudger war. Abgesehen davon, dass diese Annahme sich nur auf die fragliche Geschwisterschaft zwischen Emma und Bischof Meinwerk stützt, war Bischof Imad eher ein Sohn von Bischof Meinwerks Schwester Glismod.
Adam von Bremen berichtete von einer namentlich nicht genannten Tochter der Emma, die wegen ihm angeblich unbekannter Verfehlungen nicht mit Lesum belehnt werden konnte, so dass das Lehen an das Reich zurückfiel. Während Derks diese Tochter für eine zeitgenössische Erfindung Adams hält, könnte sie nach anderen Überlegungen mit einer Stiftsdame Rikquur gleichzusetzen sein, die 1059 ihr Erbgut in Stade und Dithmarschen dem Erzstift Hamburg-Bremen überließ.
Nach dem frühen Tod ihres Gemahls 1011 zog sich Gräfin Emma auf das Gut Lesum zurück. Sie unterstützte mit ihrem Vermögen großzügig den Dom zu Bremen, dessen Erzbischof Unwan auch zu ihren Verwandten gehörte. So schenkte sie dem Domkapitel ihr Eigengut samt Kirche in Stiepel. Sie wurde als große Wohltäterin der Kirche dargestellt, ihre Fürsorge galt aber besonders den Armen. Später wurde Emma als Heilige verehrt, ob sie aber jemals selig- oder heiliggesprochen wurde, ist nicht historisch belegt. Ihr Grab soll noch im 16. Jahrhundert im Bremer Dom vorhanden gewesen sein, konnte aber bei den archäologischen Grabungen in den Jahren 1973 bis 1976 nicht ausfindig gemacht werden.
In der katholischen Kirche St. Johann im Bremer Schnoor-Viertel ist Emma auf einem Glasfenster im Chor abgebildet. In der St.-Marien-Kirche im Kloster Stiepel gibt es ein Imma-Fenster, das zeigt, wie Erzbischof Heribert Emma die Erlaubnis zum Bau einer Kirche überreicht.

## Grafensitz
Wahrscheinlich lag Emmas Wohnsitz in St. Magnus am Steilufer der Lesum lag, wo heutzutage die Villa Lesmona steht. Ein größerer Kellerraum der Villa hat einen Fußboden aus großen Steinfliesen, die als mittelalterlich eingeschätzt werden. Zwischen dem mutmaßlichen Burgberg bzw. der Villa Lesmona und der heutigen Meierhofstraße lag der sogenannte Meyerhof, das spätere Gut Weilen. Es dürfte sich um den zur Grafenburg gehörenden Wirtschaftshof gehandelt haben, der um 860 einem Grafen Hermann, vielleicht der Großvater von Hermann Billung, gehörte. Die früher Hafenstraße genannte Meierhofstraße führte nach einer Karte von 1860 zu einem natürlichen Hafen der Lesum, dessen östlicher Ausläufer bis an den Burgberg heranreichte.
Wahrscheinlich war Emma vom König als Witwenlehen mit der Burg der Grafen belehnt worden, die bis dahin mit der Verteidigung der Weser gegen die Wikinger beauftragt gewesen waren. Zumindest teilweise dürften diese Nachkommen des 811 bekundeten Grafen Wichmann gewesen sein, wohl wie Emmas Mann Graf Liudger jüngere Söhne der Billunger und deren Ahnen. Hiervon könnte sich eventuell sogar der Name des Wigmodi-Gaus herleiten: „Gau der Wic-mannen“.
Nach einer Anordnung Karls des Großen waren die Flussmündungen durch Wachposten, Befestigungen und Wachboote zu sichern. Von der fränkischen Burganlage in Altenwalde auf dem höchsten Punkt des Geestrückens Hohe Lieth zog sich am rechten Weserufer eine Kette sogenannter Jedutenberge landeinwärts, vermutlich bis zur Grafenburg in Lesum. Der Legende nach dienten sie der Abwehr von Wikingerangriffen: Wenn durch Alarmfeuer auf den Jedutenbergen die Einfahrt der Drachenboote in die Weser gemeldet wurde, blieb dem Grafen in Lesum genügend Zeit, seine Boote zu bemannen und dem Feind auf der Weser entgegenzufahren. Tatsächlich ist die Funktion der Jedutenberge ungeklärt, sie existierten zur Zeit Gräfin Emmas wahrscheinlich noch gar nicht. Eine ähnliche Heimatflotte gab es in Stade unter dem Kommando der Udonen, die 994 eine vernichtende Niederlage gegen die auf der Elbe vorrückenden Wikinger erlitten.

## Legende
Um die Stiftung einer Weide im Jahr 1032 geht es in einer der Legenden der Bremer Historie. Die Gräfin wurde von einer Delegation der Bremer Bürgerschaft auf den Mangel an Weideflächen angesprochen. Also wollte sie den Bürgern eine Wiese schenken von der Fläche, die ein Mann in einer Stunde umrunden konnte. Der sie begleitende Schwager und Erbe, Herzog Bernhard I. von Sachsen, war um sein Erbteil besorgt und fragte spöttisch: „Warum eine Stunde, warum nicht gleich ein Tag?“ Als die Gräfin zustimmte, bat Benno, den Mann aussuchen zu dürfen und wählte listig einen Mann ohne Beine, an dem die Gesellschaft zuvor vorbeigekommen war. Der „Krüppel“ aber entwickelte ungeahnte Kräfte und umrundete an einem Tag ein Gebiet, größer als die heutige Bürgerweide.
Die Volkssage ist seit Anfang des 18. Jahrhunderts nachweisbar und in verschiedenen Formen formuliert worden, die Schenkung der Bürgerweide aber ist nicht belegt. So hat auch der „Krüppel“ zu Füßen des Bremer Rolands vermutlich eine ganz andere Bedeutung. Schließlich kann ihr Schwager Herzog Bernhard I. sie 1032 nicht begleitet haben, weil er ebenso wie ihr Mann schon 1011 verstorben war. Historisch käme nur dessen Sohn Herzog Bernhard II. in Betracht.

## Gedenken

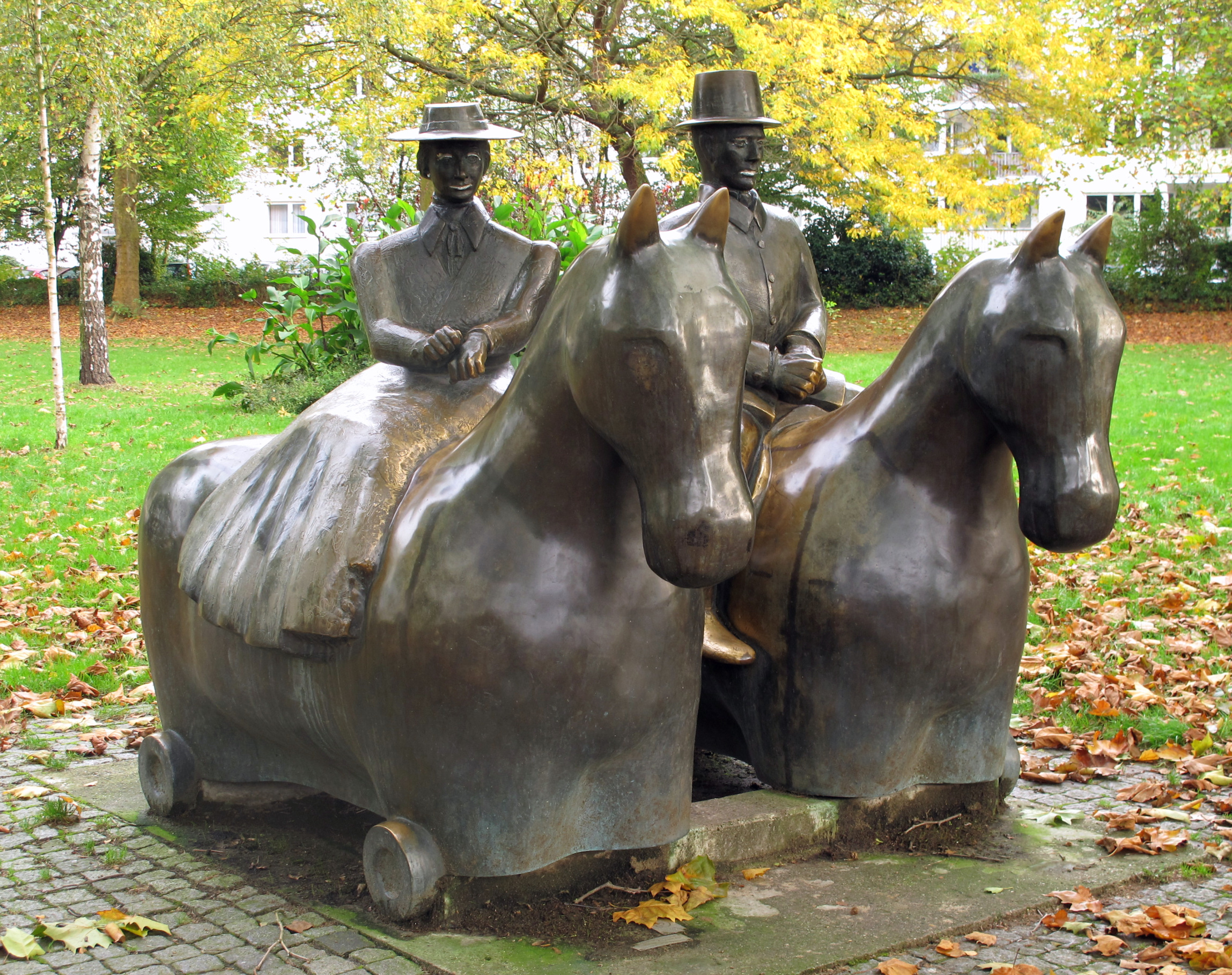
Gräfin Emma und Herzog Benno

- Der Emmasee im Bürgerpark wurde nach ihr benannt. Im Park erinnert auch eine Ruhebank (Emmabank, 1868) an die Emmasage.
- Die Emmastraße in Schwachhausen erhielt ihren Namen.[7]
- Die Skulpturengruppe Gräfin Emma und Herzog Benno von Thomas Recker in Schwachhausen, Ecke H.-H.-Meier-Allee/Emmastraße, erinnert an ihren historischen Ausritt; Bronzefassung von 1988.
- Ein Gräfin-Emma-Denkmal von Christa Baumgärtel befindet sich seit 2009 auf dem Lesumer Marktplatz.[8]
- In Stiepel gibt es eine Gräfin-Imma-Straße, eine Gräfin-Imma-Kirche, die drei Gräfin-Imma-Teiche, eine Gräfin-Imma-Grundschule und einen Gräfin-Imma-Kindergarten.